# Memphis viloriae
Espèce
Memphis viloriae est une espèce d'insectes lépidoptères (papillons) de la famille des Nymphalidae, de la sous-famille des Charaxinae et du genre Memphis.

## Dénomination
Memphis viloriae a été décrit par Tomasz Pyrcz (d) et Andrew Neild (d) en 1996.

## Description
Memphis viloriae est un papillon aux ailes antérieures à bord interne concave, angle interne en crochet, avec une queue à chaque aile postérieure.
Le dessus est très foncé presque noir avec aux ailes antérieures une bande plus claire dans l'aire postdiscale.
Le revers est marron  et simule une feuille morte.

## Écologie et distribution
Memphis viloriae est présent au Venezuela,.

### Protection
Pas de statut de protection particulier.